# Gámehisnjárga
Gamehisnjárga är en by i Karasjoks kommun i Finnmark fylke i norra Norge. Byn ligger vid riksväg 92, cirka 15 kilometer öster om kommunens centralort Karasjok, på västra sidan av Enare älv som här utgör gräns mot Finland.
Sångerskan Mari Boine är född och uppvuxen i Gámehisnjárga.